# Abinaya Rajarajan
Abinaya Rajarajan (Hindi अभिनय राजराजन; * 21. November 2006) ist eine indische Leichtathletin, die sich auf den Sprint spezialisiert hat.

## Sportliche Laufbahn
Erste internationale Erfahrungen sammelte Abinaya Rajarajan im Jahr 2023, als sie bei den U18-Asienmeisterschaften in Taschkent in 11,82 s die Silbermedaille im 100-Meter-Lauf gewann und mit der indischen Sprintstaffel (1000 Meter) in 2:11,21 min die Goldmedaille gewann. Anschließend belegte sie bei den U20-Asienmeisterschaften in Yecheon in 11,90 s den vierten Platz über 100 Meter und gewann mit der 4-mal-100-Meter-Staffel in 45,36 s die Bronzemedaille.  Im Jahr darauf wurde sie mit der Staffel bei den U20-Asienmeisterschaften in Dubai disqualifiziert. Anschließend schied sie bei den U20-Weltmeisterschaften in Lima mit 11,95 s in der ersten Runde über 100 Meter aus und verpasste mit der Staffel mit 45,31 s den Finaleinzug. 2025 gewann sie bei den Asienmeisterschaften in Gumi mit der 4-mal-100-Meter-Staffel in 43,86 s gemeinsam mit Srabani Nanda, S.S Sneha und Nithya Gandhe die Silbermedaille hinter dem chinesischen Team. Anschließend schied sie bei den World University Games in Bochum mit 11,73 s im Halbfinale über 100 Meter aus und belegte mit der Staffel in 45,06 s den sechsten Platz.
2024 wurde Sneha indische Meisterin im 100-Meter-Lauf sowie 2022 in der 4-mal-100-Meter-Staffel.

## Persönliche Bestzeiten
- 100 Meter: 11,54 s (−1,5 m/s), 21. April 2025 in Kochi